# Kościół św. Ducha w Murowanej Goślinie
Kościół Świętego Ducha w Murowanej Goślinie – rzymskokatolicki kościół filialny znajdujący się w mieście Murowana Goślina, w województwie wielkopolskim. Należy do dekanatu goślińskiego archidiecezji gnieźnieńskiej.
Jest to poewangelicka świątynia wzniesiona w latach 1784-1803 na planie koła, odnowiona w 1860 roku, gruntownie odremontowana w 1975 roku. Reprezentuje styl klasycystyczny. Nakryta jest drewnianą pseudokopułą. We wnętrzu znajdują się kolumnady i oszczędne zdobienia. Co roku w lipcu w kościele odbywa się widowisko plenerowe "Dzieje Murowanej Gośliny", będące kulminacją Jarmarku św. Jakuba.
W okresie II Rzeczypospolitej kościół był we władaniu parafii należącej do superintendentury Oborniki-Chodzież Ewangelickiego Kościoła Unijnego.